# Arpacsad

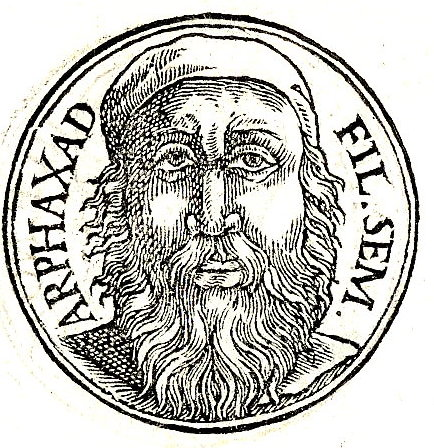
Illustrazione di Arpacsad

Arpacsad (o Arfacsad, in ebraico אַרְפַּכְשָדֿ, in greco Ἀρφαξάδ) è un personaggio dell'Antico Testamento, figlio di Sem, nipote di Noè, padre di Selach e nonno di Eber.
Secondo il racconto biblico (Gen 11,10), Arpacsad nacque due anni dopo il Diluvio universale.
Nella cronologia del testo ebraico Arpacsad nacque 1658 anni dopo la creazione e visse 438 anni, morendo quindi 2096 anni dopo la Creazione. Arpacsad, quindi, sarebbe stato ancora vivo quando nacque Abramo. Nella cronologia del testo greco e di quello samaritano, invece, egli morì molto prima di Abramo.
Secondo la Genealogia di Gesù riportata nel Vangelo secondo Luca 3,36, Arpacsad viene descritto come un antenato di Gesù.
Secondo il testo ebraico Arpacsad fu il padre Sela, mentre nel testo greco ne fu il nonno, in quanto avrebbe generato Cainam che a sua volta generò Sela.
Questo personaggio compare per dieci volte nel testo biblico, nove delle quali solo nell'Antico Testamento. Egli compare anche in opere giudaiche extra-bibliche.
Nel Vangelo secondo Luca 3,36, Arpacsad, viene citato con la traslitterazione greca Ἀρφαξάδ (Arfacsàd), usata anche dalla LXX in Genesi.
Nel Libro dei Giubilei  è considerato il fondatore della città mesopotamica di Ur dei Caldei, "Ur Kaśdim", usualmente identificata a partire dall'archeologo Leonard Woolley con la città sumera di Ur sulla sponda meridionale dell'Eufrate.